# Jeff Chandler (Boxer)
Joltin Jeff Chandler (* 3. September 1956 in Philadelphia, Pennsylvania) ist ehemaliger WBA-Boxweltmeister im Bantamgewicht.

## Professionelle Laufbahn
Der 1,70 Meter große Linksausleger startete 1976 seine Profi-Karriere mit einem Unentschieden nach vier Runden. 1979 gewann Chandler seinen ersten Titel – den USBA-Gürtel im Bantamgewicht. Wenige Monate später folgte der NABF-Titel. 1980 trat „Joltin“ Jeff Chandler dann zum World Boxing Association (WBA) - Weltmeisterschaftskampf gegen den bis dato ungeschlagenen Titelverteidiger Julian Solis an. Chandler siegte durch technischen K.O. in Runde 14. Ein Jahr später boxte er Unentschieden gegen Eijiro Murata, den er im selben Jahr im Rückkampf, sowie im dritten Aufeinandertreffen 1983, vorzeitig schlug. Auch Solis besiegte er erneut vorzeitig im Rückkampf. 1983 gewann Chandler gegen Hector Cortez im Superbantamgewicht, ohne seinen WM-Gürtel im Bantamgewicht niederzulegen, nach Punkten. Zwei Monate später verlor Chandler in einem Nicht-Titelkampf zum ersten Mal als Profi gegen Oscar Muniz. Nur fünf Monate später, nach dem dritten Kampf gegen Murata, schlug Jeff Chandler Muniz vorzeitig in Runde 7 in seiner neunten Titelverteidigung. Im April 1984 knockte ihn der ungeschlagene Richie Sandoval in der 15ten und letzten Runde aus.

### Karriereende
Der Titelverlust des WBA-Gürtels im Bantamgewicht 1984 war der letzte Kampf von Joltin Jeff Chandler. Danach beendete er seine Karriere als aktiver Profiboxer, da sich nach einer Augenoperation das Risiko einer Erblindung erhöhte.

## Nach seiner Karriere
Im Jahre 2000 folgte die Aufnahme in die International Boxing Hall of Fame in New York. Er beendete seine Laufbahn mit 33 Siegen, 2 Niederlagen und 2 Unentschieden.